# حمله اسرائیل به کرانه باختری در طول جنگ غزه
در طول جنگ غزه، نیروهای اسرائیلی، حملات زمینی متعددی را به چندین شهر فلسطینی و اردوگاه آوارگان در کرانه باختری از جمله جنین و طولکرم انجام داده‌اند. حملات اسرائیل، به درگیری با مبارزان فلسطینی منجر شده است. بیش از ۲۰۰ فلسطینی، از زمان آغاز درگیری‌ها، توسط اسرائیل کشته شده‌اند که ۷۵ نفر از آنها کودک هستند. اسرائیل، از ۷ اکتبر ۲۰۲۳، بیش از ۷۲۱۰ فلسطینی را دستگیر کرده است. در ۱۵ دسامبر، پزشکان بدون مرز گزارش دادند که سال ۲۰۲۳، مرگبارترین سال در تاریخ برای فلسطینیان در کرانه باختری بود.